# Roger Schmidt
Roger Schmidt [ˈʁoːɡɐ ˈʃmɪt] (* 13. März 1967 in Kierspe) ist ein deutscher Fußballtrainer und ehemaliger -spieler. Er war zuletzt von 2022 bis 2024 Trainer des portugiesischen Erstligisten Benfica Lissabon.

## Spielerkarriere
Schmidt spielte unter anderem in der Regionalliga für die Vereine SC Verl (1995 bis 2002) und SC Paderborn 07 (2002 bis 2003). Es folgten Spielzeiten beim SV Lippstadt 08 und Delbrücker SC in der Verbandsliga. Roger Schmidt wurde im Frühjahr 2024 in die Jahrhundertelf des SC Verl gewählt.

## Trainerkarriere

### Anfänge im Amateurbereich
Nachdem Schmidt eine Saison beim Delbrücker SC gespielt hatte, wurde er für die Saison 2005/06 dort Trainer. In dieser Funktion blieb er bis zum Sommer 2007 und führte den Verein von der Verbandsliga ins sichere Mittelfeld der Oberliga Westfalen.
Im Juli 2007 wurde er Trainer beim damaligen Oberligisten Preußen Münster. Für diese Tätigkeit kündigte Schmidt sein Arbeitsverhältnis als Ingenieur beim Automobilzulieferer Benteler und unterschrieb einen Dreijahresvertrag bei den Preußen. Er stieg mit Preußen Münster in die Regionalliga auf. Am 19. März 2010 trennte sich der Verein von ihm, als man in der Tabelle auf dem vierten Platz stand.

### SC Paderborn 07 und Red Bull Salzburg
Zur Saison 2011/12 verpflichtete der Zweitligist SC Paderborn 07 Schmidt als Nachfolger des zum FC St. Pauli gewechselten Trainers André Schubert. Nach einer erfolgreichen Saison mit den Paderbornern löste Schmidt seinen Vertrag auf, um nach Österreich zu Red Bull Salzburg zu gehen.
In seinem ersten Jahr als Trainer von Red Bull Salzburg erreichte er mit der Mannschaft den zweiten Platz hinter Austria Wien; die erspielten 77 Punkte und 91 erzielten Tore stellten dabei Rekordmarken in der Ära Red Bull dar. Obwohl der Verein in der Qualifikation zur Champions League am luxemburgischen Vertreter F91 Düdelingen gescheitert war, wurde Schmidts Vertragslaufzeit verlängert. In der Saison 2013/14 stand er mit der Mannschaft nach 28 Spieltagen rechnerisch als Meister fest. Mit 105 Toren nach 33 Runden wurde der Bundesligarekord des SK Rapid Wien übertroffen. In der Europa League beendete man die Gruppenphase als Gruppensieger. In der Zwischenrunde war Ajax Amsterdam klar besiegt worden, ehe die Mannschaft im Achtelfinale gegen den FC Basel ausschied. Oliver Glasner war sein Co-Trainer in beiden Jahren.

### Bayer 04 Leverkusen

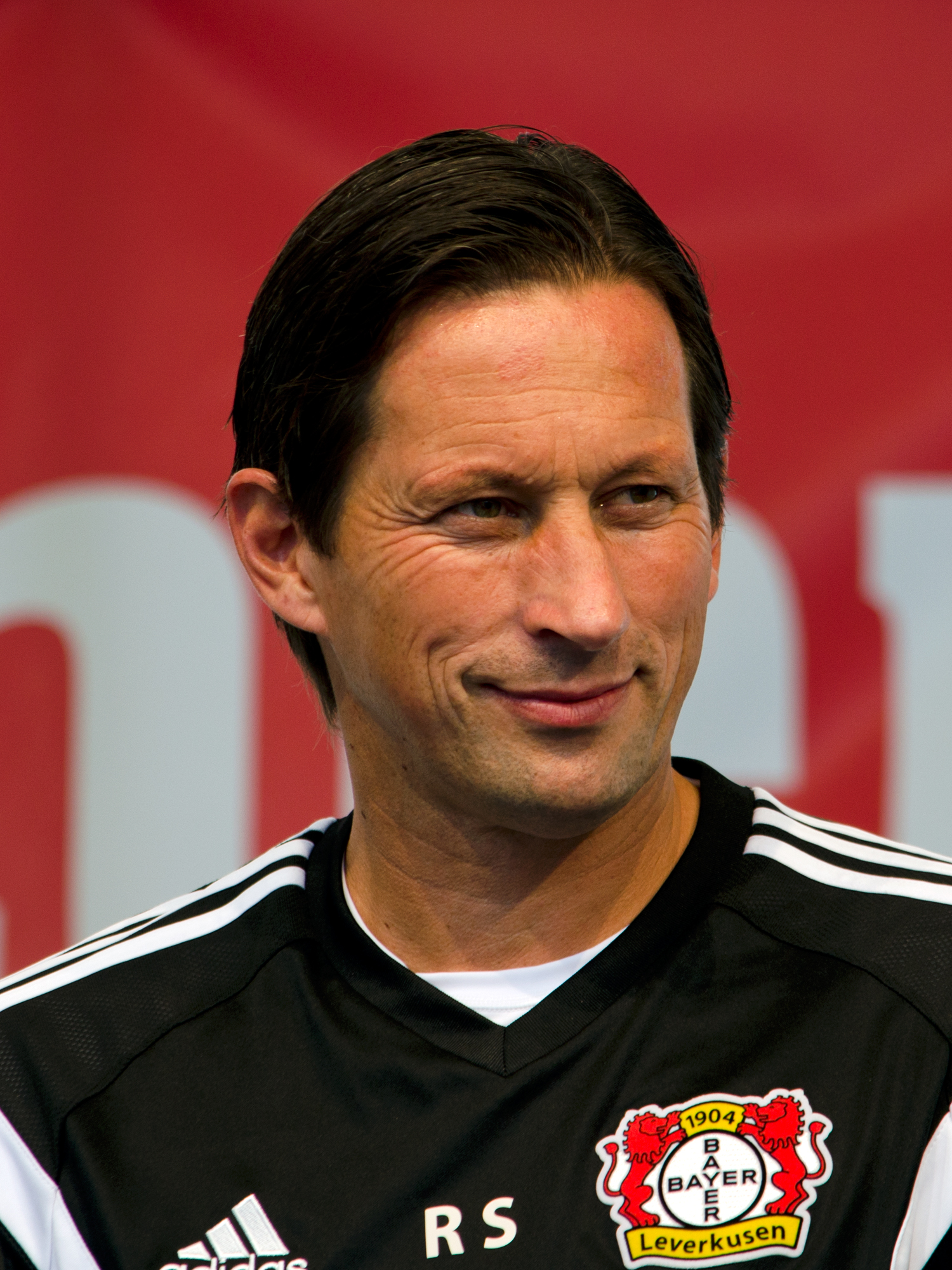
Roger Schmidt als Trainer von Bayer Leverkusen (2015)

Im April 2014 unterschrieb Schmidt als Nachfolger von Sascha Lewandowski einen Zweijahresvertrag ab der Saison 2014/15 als Cheftrainer beim deutschen Bundesligisten Bayer 04 Leverkusen.

#### Saison 2014/15
Schmidt gab sein Pflichtspieldebüt als Cheftrainer Leverkusens am 15. August 2014 in der ersten Runde des DFB-Pokals beim SV Alemannia Waldalgesheim, die seine Mannschaft 6:0 gewann. In seinem ersten Bundesliga-Spiel erreichte er mit der Mannschaft einen 2:0-Auswärtssieg bei Borussia Dortmund. Dabei erzielte Karim Bellarabi das bis dahin schnellste Tor in diesem Wettbewerb nach neun gespielten Sekunden. In der Rückrunde blieb man 528 Minuten in der Bundesliga ohne Gegentor und stellte damit einen neuen Vereinsrekord auf. In der Liga stand man nie schlechter als auf dem sechsten Tabellenplatz und erreichte als am Ende Viertplatzierter die Qualifikation zu den Champions-League-Play-offs. In der Champions League 2014/15 schied man im Achtelfinale gegen Atlético Madrid aus, im DFB-Pokal musste man sich im Viertelfinale dem FC Bayern München geschlagen geben. Kurz nach dem Saisonende verlängerte Bayer Leverkusen Schmidts Vertragslaufzeit bis Ende Juni 2019.

#### Saison 2015/16
In seiner zweiten Saison in Leverkusen erhielt Schmidt mit Markus Krösche einen Co-Trainer, mit dem er beim SC Paderborn in der Regionalligasaison 2002/03 zusammengespielt und den er in der Zweitliga-Saison 2011/12 trainiert hatte. Mit André Ramalho und Kevin Kampl kamen zusätzlich zwei Spieler in den Kader, die Schmidt bereits in Salzburg trainiert hatte. Zum Ende der Hinrunde war die Leverkusener Mannschaft Fünfter, allerdings hatte sie mit sechs Niederlagen schon eine mehr als in der gesamten Vorsaison erlitten. In der erreichten Gruppenphase in der Champions League gelangte man über den dritten Tabellenplatz in die Europa League. Dort schied Bayer im Achtelfinale gegen den FC Villarreal aus. Im DFB-Pokal schied man erneut im Viertelfinale aus, diesmal gegen Werder Bremen. Aufgrund persönlichen Fehlverhaltens wurde Schmidt in der Rückrunde für drei Bundesligaspiele gesperrt. In diesen Partien, in denen die Mannschaft von Krösche betreut wurde, gewann man nur einen Punkt. Nach Schmidts Rückkehr auf die Bank gewann Leverkusen zwischen dem 26. und 32. Bundesligaspieltag alle Partien, wodurch seine Mannschaft einen Vereinsrekord einstellte. Das Team sicherte bereits zu diesem Zeitpunkt mit dem dritten Tabellenplatz rechnerisch die Qualifikation für die Gruppenphase der Champions League. Auch der in der Vorsaison aufgestellte Vereinsrekord für die längste Zeit ohne Gegentor in der Bundesliga wurde auf 588 Minuten ausgebaut.

#### Saison 2016/17
Schmidts dritte Saison in Leverkusen begann mit jeweils vier Siegen, Unentschieden und Niederlagen in den ersten zwölf Spielen. Erneut wurde er für sein Verhalten an der Seitenlinie sanktioniert und unter anderem für zwei Spiele mit einer Innenraumsperre belegt. Wieder übernahm Krösche Schmidts Aufgaben während der Spiele. Die Mannschaft schied in der 2. Hauptrunde aus dem DFB-Pokal 2016/17 gegen die Sportfreunde Lotte aus. In der Gruppenphase der Champions League blieb man erstmals in der Vereinsgeschichte ungeschlagen und erreichte zehn Punkte. Am 10. Dezember 2016 stellte der Verein Schmidts langjährigen Co-Trainer für Athletik, Oliver Bartlett, wegen unterschiedlicher Auffassungen frei. Die Hinrunde der Bundesliga beendete die Mannschaft auf dem achten Tabellenplatz, wieder erlitt man mit insgesamt sieben Niederlagen eine mehr als in der ersten Hälfte der Vorsaison. In die Rückrunde startete man mit nur zwei Siegen bei vier Niederlagen in sechs Partien; darunter eine 2:6-Niederlage bei Borussia Dortmund, womit man das erste Mal seit 2010 wieder sechs Gegentore in einem Ligaspiel hinnehmen musste. Schmidt attestierte seiner Mannschaft „einen sehr guten Auftritt“ und bezeichnete die Leistungen im Spiel im Vergleich zu jenen in der Woche zuvor, als man mit 0:2 gegen den 1. FSV Mainz 05 verloren hatte, als „Schritt in die richtige Richtung“.
Am 5. März 2017 – dem Tag nach der Partie in Dortmund – wurde Schmidt von seinen Aufgaben im Verein entbunden. Der Verein begründete die Freistellung als unumgänglich sowie nötig, um selbstgesetzte Ziele nicht zu verfehlen. Geschäftsführer Michael Schade hob in diesem Rahmen Schmidts guten Umgang mit jungen Spielern sowie deren Entwicklung unter ihm hervor.

### Beijing Guoan
Im Juni 2017 unterschrieb Schmidt einen ab 1. Juli laufenden Vertrag beim chinesischen Erstligisten Beijing Guoan. Er gewann mit der Mannschaft den chinesischen Pokal 2018. Ende Juli 2019 wurde er entlassen.

### PSV Eindhoven
Zur Saison 2020/21 wurde Schmidt Cheftrainer der PSV Eindhoven. Der entsprechende Vertrag wurde am 11. März 2020 abgeschlossen und lief über zwei Jahre. In seiner ersten Spielzeit wurde die Vizemeisterschaft erreicht, 16 Punkte hinter Ajax Amsterdam. Im KNVB-Pokal 2020/21 unterlag Schmidts Mannschaft im Viertelfinale, auch hier mussten sie gegenüber Ajax den Kürzeren ziehen. Die Saison 2021/22 wurde – trotz der Herbstmeisterschaft – erneut als Zweiter abgeschlossen, zwei Zähler mehr hatte Ajax zum Ende der Spielzeit. Im Finale des KNVB-Pokals 2021/22 dagegen gelang es PSV mit einem 2:1, die Amsterdamer zu übertrumpfen, letztmals war der Pokalerfolg dem Verein zehn Jahre zuvor geglückt.

### Benfica Lissabon
Am 18. Mai 2022 bestätigte Benfica Lissabon, dass Schmidt einen Zweijahresvertrag unterschrieben habe. In seiner ersten Saison in Portugal führte er Benfica zur 38. Meisterschaft, nachdem sein Vertrag schon im März 2023 bis Mitte 2026 verlängert worden war. Im Viertelfinale der UEFA Champions League 2022/23 unterlag Benfica dem späteren Finalisten Inter Mailand. Schmidt wurde Ende August 2024 entlassen.

## Kontroversen
Am 21. Februar 2016 wurde Schmidt während des Bundesliga-Heimspiels gegen Borussia Dortmund von Schiedsrichter Felix Zwayer aus dem Innenraum des Stadions verwiesen. Er hatte nach einer umstrittenen Freistoßentscheidung, die zum Dortmunder Siegtreffer geführt hatte, beim vierten Offiziellen reklamiert. Er weigerte sich jedoch, den Innenraum des Stadions zu verlassen, sodass der Schiedsrichter das Spiel für etwa neun Minuten unterbrach und beide Mannschaften in die Kabinen schickte. Als Schmidt letztlich auf der Tribüne Platz genommen hatte, pfiff Zwayer das Spiel wieder an. Schmidt wurde wegen unsportlichen Verhaltens vom Sportgericht des DFB mit einem Innenraumverbot für fünf Bundesligaspiele, von denen zwei bis zum 30. Juni 2017 auf Bewährung ausgesetzt wurden, und einer Geldstrafe in Höhe von 20.000 Euro belegt.
Am 22. Oktober 2016 geriet er bei der 0:3-Bundesliga-Heimspielniederlage gegen die TSG 1899 Hoffenheim kurz nach Beginn der zweiten Halbzeit verbal mit dem Trainer des Gegners, Julian Nagelsmann, aneinander und wurde von Schiedsrichter Bastian Dankert des Innenraumes verwiesen. Das DFB-Sportgericht widerrief zwei Tage später die nach dem Vorfall vom Februar verhängte Bewährung und sperrte Schmidt sowohl für die zweite Runde des DFB-Pokals gegen die Sportfreunde Lotte als auch für die Auswärtspartie in der Bundesliga gegen den VfL Wolfsburg. Außerdem wurde er mit einer Geldstrafe in Höhe von 15.000 Euro belegt. Ca. anderthalb Stunden vor dem Spielbeginn in Wolfsburg wurde Schmidt der Zugang zu seiner Mannschaft durch Stadion-Ordner des VfL zu diesem Zeitpunkt verwehrt, obwohl die Innenraumsperre nur jeweils eine halbe Stunde vor Beginn und nach Ende des Spiels sowie für die Zeit der Partie galt. Der Wolfsburger Verein räumte ein Missverständnis ein.

## Erfolge als Trainer
FC Red Bull Salzburg
- Österreichischer Meister: 2014
- Österreichischer Pokalsieger: 2014
- VdF-Trainer des Jahres (Bruno): 2014

Beijing Guoan
- Chinesischer Pokalsieger: 2018

PSV Eindhoven
- Niederländischer Pokalsieger: 2022
- Johan-Cruyff-Schale: 2021

Benfica Lissabon
- Portugiesischer Meister: 2023
- Portugiesischer Supercupsieger: 2023

## Persönliches
Schmidt ist verheiratet und hat mit seiner Frau einen Sohn und eine Tochter. Nach dem Abitur absolvierte Schmidt eine Berufsausbildung zum Werkzeugmechaniker, danach und während seiner aktiven Zeit als Spieler belegte er ein Maschinenbaustudium mit dem Schwerpunkt Kunststofftechnik an der Universität Paderborn. Anschließend arbeitete er acht Jahre lang als Ingenieur.